# Jiří Fiala (filozof)
Jiří Fiala (24. února 1939 Uherské Hradiště – 22. listopadu 2012 Praha) byl český matematik, analytický filozof a překladatel. In memoriam získal Cenu VIZE 97 Nadace Dagmar a Václava Havlových (2013).

## Život
V letech 1957–1961 studoval Přírodovědeckou fakultu Masarykovy univerzity v Brně, potom pracoval jako programátor u ČSD. Účastnil se různých disidentských aktivit, přednášel a překládal pro samizdat. V roce 1990 nastoupil na katedru matematické logiky a filozofie matematiky Matematicko-fyzikální fakulty Univerzity Karlovy a roku 1995 se habilitoval. Později pracoval na katedře filozofie Západočeské univerzity v Plzni.

## Dílo
Zabýval se dějinami matematiky a logiky, analytickou filosofií, reformami vysokého školství a pravidelně přispíval do časopisu Vesmír, zejména články o moderním umění. Byl členem rady Nadace Václava a Dagmar Havlových VIZE 97 pro udílení jejích cen a spolupracoval při jejich přípravě. Napsal několik knih o programovacích jazycích, přeložil mnoho filosofických knih (René Descartes, Umberto Eco, Vilém Flusser, Kurt Gödel, Karl Jaspers, Henri Poincaré, Karl Popper, Karl H. Pribram, Ludwig Wittgenstein, Philip Zimbardo aj.) a uspořádal tři čítanky textů z analytické filosofie.